# 斎藤茂 (中国文学者)
斎藤 茂（さいとう しげる、1950年1月7日-）は、日本の中国文学者、元大阪市立大学教授。

## 略歴
茨城県生まれ。1973年東京大学文学部中国哲学科卒、1980年同大学院博士課程満期退学、東大文学部助手、大阪市立大学講師、助教授、教授。2015年定年退任。1979年宇野賞受賞。2008年「孟郊研究」で京都大学文学博士。唐代から宋代の詩と、遊里を研究する。

## 著書
- 『妓女と中国文人』東方書店 東方選書 2000
- 『孟郊研究』汲古書院 2008

### 訳など
- 『教坊記・北里志』崔令欽・孫棨 平凡社東洋文庫 1992
- 『唐詩選 中』中島敏夫共訳 学習研究社 中国の古典 1994
- 『『夷堅志』訳注 甲志』田渕欣也,福田知可志, 安田真穂, 山口博子共訳注 汲古書院 2014‐15